# 埃斯特吕
埃斯特吕（法語：Hestrus）是法国北部-加来海峡大区加来海峡省的一个市镇，属于阿拉斯区厄尚县。该市镇2009年时的人口为243人。

## 人口
埃斯特吕人口变化图示
| 数据来源：INSEE |